# South Dakota
South Dakota (englische Aussprache [ˌsaʊ̯θ dəˈkʰoʊ̯ɾə] ⓘ) ist einer der nordwestlichen Prärie-Bundesstaaten der Vereinigten Staaten. Er umfasst 199.731 km². Im Westen befinden sich die Black Hills, östlich davon die Badlands und im Osten des Staates das Coteau des Prairies. Die größte Stadt ist Sioux Falls, die Hauptstadt ist Pierre. South Dakota beheimatet mehrere Indianerreservate, insbesondere der Lakota. Der Staat hat innerhalb der USA nach Alaska und New Mexico den dritthöchsten Bevölkerungsanteil von Indianern.
Der Name Dakota leitet sich von den Dakota ab, die vor der Unterwerfung durch europäische Migranten in diesem Gebiet lebten.
Spitzname von South Dakota ist The Mount Rushmore State.

## Geographie

### Nachbarstaaten
South Dakota grenzt im Norden an North Dakota, im Osten an Minnesota und Iowa, im Süden an Nebraska und im Westen an Wyoming und Montana.

### Gliederung
Der Bundesstaat ist in 66 Countys unterteilt.

## Geschichte
Das Dakota-Territorium war ein Hoheitsgebiet der Vereinigten Staaten. Im Jahr 1889 wurde es in eine nördliche und eine südliche Hälfte geteilt. Diese Gebiete, North Dakota und South Dakota, wurden als 39. und 40. Bundesstaat in die USA aufgenommen.
Am 29. Dezember 1890 massakrierte die Siebte US-Kavallerie bei Wounded Knee über 300 Männer, Frauen und Kinder der Minneconjou, Lakota und Sioux unter Häuptling Si Tanka. Dieses Massaker brach den letzten Widerstand der Indianer gegen die Weißen. Am 27. Februar 1973 besetzten Mitglieder der indianischen Widerstandsorganisation American Indian Movement zusammen mit Sympathisanten aus dem Pine-Ridge-Reservat die Ortschaft Wounded Knee und riefen die unabhängige Oglala-Nation aus.
Ab 1944 wurden Staudämme entlang des Missouri errichtet, um Unterlieger vor Hochwasser zu schützen. Dazu wurden mehrere Stämme zwangsweise umgesiedelt, und ihr Land verschwand unter dem Wasser von Stauseen wie Big Bend und Oahe. 2010 forderten die Betroffenen eine Entschädigung für die Vernichtung ihres Landes. Von den sieben betroffenen Stämmen leben die Standing Rock Sioux, die Cheyenne River Sioux, die Crow Creek Sioux, die Lower Brule Sioux und die Yankton Sioux in South Dakota. Das Reservat der Crow Creek Sioux wurde vom Big Bend Staudamm, der 1959–63 erbaut wurde, überschwemmt. Ihre Einrichtungen mussten nach Pierre verlegt werden. Die Stämme klagen nicht nur auf Ausgleich für den Verlust ihres Landes und ihrer Immobilien, sondern auch auf Beteiligung an der Nutzung, etwa durch Tourismus. Die Crow Creek erhielten 27,5 Millionen Dollar, die Lower Brulé Sioux 39,3 Millionen. Die Cheyenne River Sioux hingegen erhielten 290 Millionen. 2004 scheiterten die geringer entschädigten Stämme im Senat mit weiteren Forderungen. 2019 wurde die Sprache der Sioux als „offizielle indigene Sprache“ Souths Dakotas anerkannt. Diese Erklärung hat weitgehend zeremonielle Funktion und ist nicht mit einer Amtssprache zu verwechseln.

## Bevölkerung

### Indianer

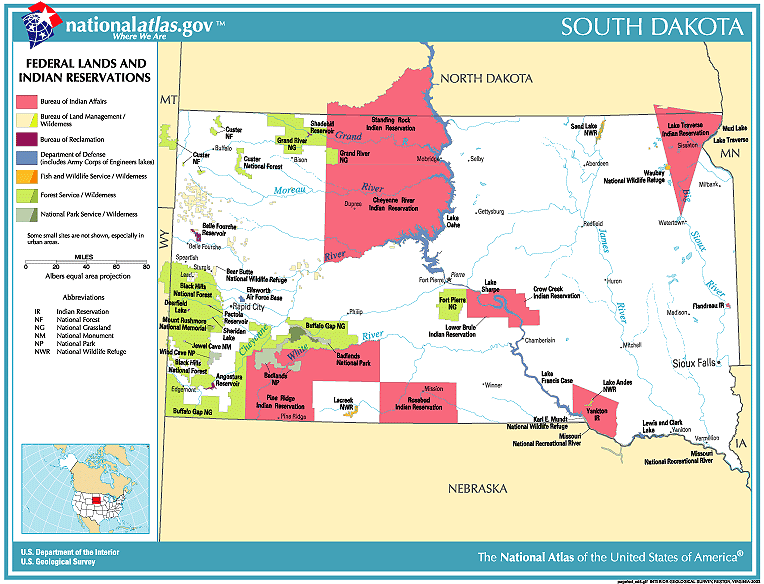
South Dakota hat acht große Indianerreservationen (rosa dargestellt).

Die in South Dakota ansässigen Indianischen Völker gehören zur großen Sprachfamilie der Sioux und sind den Lakota, Dakota oder Nakota zugeordnet. Sie stellen in manchen Countys 20 Prozent der Bevölkerung, z. B. in West River. Es gibt sieben große Indianerreservate im Staat, die aus Teilen der großen Sioux Reservation vom West River hervorgegangen sind, Standing Rock Reservation, Cheyenne River Reservation, Pine Ridge Reservation, Rosebud Indian Reservation, Yankton Reservation, Crow Creek Reservation und Lower Brule Reservation. Diese große Reservation wurden den einst ansässigen Sioux von der US-Regierung zugewiesen. Ein weiteres großes Reservat befindet sich im Nordosten des Staates die Lake Traverse Indian Reservation. Daneben gibt es noch einige kleinere wie Flandreau Indian Reservation. Auch besitzen die Indianerstämme große Gebiete außerhalb der Reservationen Off reservation trust land genannt. South Dakota hat den dritthöchsten Anteil an Indianern (englisch: Native Americans) in den Vereinigten Staaten nach Alaska und Neumexiko.

### Bevölkerung und ethnische Herkunft
South Dakota hat 814.180 Einwohner (Stand: Census 2010), davon sind 87,2 % Weiße, 0,7 % Schwarze und Afroamerikaner, 8,6 % Indianer, 0,9 % Asiaten. 2,0 % Hispanics. Im Jahr 2000 hatten 40 % der Einwohner deutsche Vorfahren. Die deutsche Sprache wird noch von 1,8 % der Einwohner benutzt.

### Bevölkerungsentwicklung
| Bevölkerungsentwicklung | Bevölkerungsentwicklung | Bevölkerungsentwicklung | Bevölkerungsentwicklung |
| Census                  | Einwohner               |                         | ± rel.                  |
| ----------------------- | ----------------------- | ----------------------- | ----------------------- |
| 1860                    | 4.837                   |                         | —                       |
| 1870                    | 11.776                  |                         | 143,5 %                 |
| 1880                    | 98.268                  |                         | 734,5 %                 |
| 1890                    | 348.600                 |                         | 254,7 %                 |
| 1900                    | 401.570                 |                         | 15,2 %                  |
| 1910                    | 583.888                 |                         | 45,4 %                  |
| 1920                    | 636.547                 |                         | 9 %                     |
| 1930                    | 692.849                 |                         | 8,8 %                   |
| 1940                    | 642.961                 |                         | −7,2 %                  |
| 1950                    | 652.740                 |                         | 1,5 %                   |
| 1960                    | 680.514                 |                         | 4,3 %                   |
| 1970                    | 665.507                 |                         | −2,2 %                  |
| 1980                    | 690.768                 |                         | 3,8 %                   |
| 1990                    | 696.004                 |                         | 0,8 %                   |
| 2000                    | 754.844                 |                         | 8,5 %                   |
| 2010                    | 814.180                 |                         | 7,9 %                   |
| 2020                    | 886.667                 |                         | 8,9 %                   |
| Vor 1900 1900–1990 2000 |                         |                         |                         |

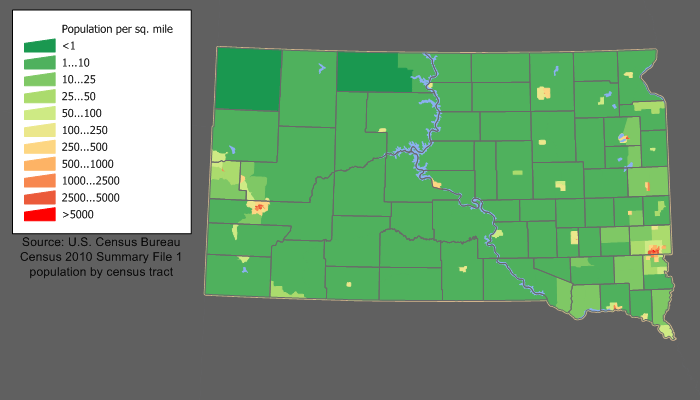
Bevölkerungsdichte

Etwa die Hälfte der Einwohner South Dakotas leben auf dem Land, wobei sich die Bevölkerung auf den Ostteil des Staates konzentriert.

### Religionen
Lutherische Kirchen bilden mit insgesamt 30,3 Prozent die größte religiöse Gruppe, gefolgt von den Katholiken (25,7 Prozent) und Anhängern methodistischer Kirchen (10,5 Prozent), Baptisten (6,1 Prozent) und den Presbyterianern (2,9 Prozent). Die mitgliederstärkste lutherische Kirche in South Dakota ist die Evangelisch-Lutherische Kirche in Amerika mit 181.434 Mitgliedern und die bei weitem wichtigste methodistische Kirche ist die United Methodist Church mit 37.280 Anhängern.

## Politik

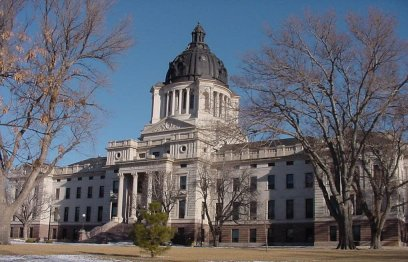
State Capitol in Pierre, Sitz der Legislative

Als Bundesstaat der Vereinigten Staaten ist South Dakota ein teilsouveräner Gliedstaat mit eigenen Institutionen auf einzelstaatlicher Ebene auf der einen Seite und Teilhabe an den Institutionen des Gesamtstaates auf der anderen Seite.
Die Bevölkerung South Dakotas gilt als konservativ. Die Republikaner dominieren und South Dakota gilt als klassischer red state.

### Einzelstaatliche Ebene
Gouverneur von South Dakota ist seit 2025 der Republikaner Larry Rhoden.
Die Staatslegislative teilt sich in ein Repräsentantenhaus mit 70 und einen Senat mit 35 Mitgliedern. Wegen des Mehrheitswahlrechts teilt sich South Dakota dementsprechend in 35 Senats- und 70 Repräsentantenhaus-Wahlbezirke. Die Republikanische Partei stellt in beiden Kammern die Mehrheit (Stand 2024).
Der Supreme Court ist das höchste Gericht des Staates. Er besteht aus einem Obersten Richter und vier weiteren Richtern.

#### Gouverneure
- Liste der Gouverneure von South Dakota
- Liste der Vizegouverneure von South Dakota

### Bundesebene

#### Präsidentschaftswahlen
| Jahr | Republikaner    | Demokraten      |
| ---- | --------------- | --------------- |
| 2024 | 63,43 % 272.081 | 34,24 % 146.859 |
| 2020 | 61,77 % 261.043 | 35,61 % 150.471 |
| 2016 | 61,53 % 227.721 | 31,74 % 117.458 |
| 2012 | 57,89 % 210.610 | 39,87 % 145.039 |
| 2008 | 53,16 % 203.054 | 44,75 % 170.924 |
| 2004 | 59,91 % 232.584 | 38,44 % 149.244 |
| 2000 | 60,30 % 190.700 | 37,56 % 118.804 |
| 1996 | 46,49 % 150.543 | 43,03 % 139.333 |
| 1992 | 40,66 % 136.718 | 37,14 % 124.888 |
| 1988 | 52,85 % 165.415 | 46,51 % 145.560 |
| 1984 | 63,00 % 200.267 | 36,53 % 116.113 |
| 1980 | 60,53 % 198.343 | 31,69 % 103.855 |
| 1976 | 50,39 % 151.505 | 48,91 % 147.068 |
| 1972 | 54,15 % 166.476 | 35,79 % 100.384 |
| 1968 | 53,27 % 149.841 | 41,96 % 118.023 |
| 1964 | 44,39 % 130.108 | 55,61 % 163.010 |
| 1960 | 58,21 % 178.417 | 41,79 % 128.070 |

Bei den Präsidentschaftswahlen der letzten Jahrzehnte waren durchgängig die Kandidaten der Republikaner erfolgreich. Der letzte demokratische Präsidentschaftskandidat, der South Dakota gewinnen konnte, war der konservative Südstaatler Lyndon B. Johnson bei der Wahl 1964. Bei Präsidentschaftswahlen stellt der Bundesstaat drei Wahlmänner.

#### Kongresswahlen
South Dakota stellt – wie jeder Bundesstaat – zwei US-Senatoren und – aufgrund der niedrigen Bevölkerungszahl – nur einen Abgeordneten im US-Repräsentantenhaus. South Dakota ist im Senat seit 2015 durch die Republikaner Mike Rounds und John Thune sowie im Repräsentantenhaus seit 2019 durch den Republikaner Dusty Johnson vertreten.
Wie in North Dakota, dem Nachbarn im Norden, führt die vorherrschende Kombination von gesellschaftlichem Konservatismus und wirtschaftlicher Abhängigkeit von legislativen Zuschüssen für die Landwirtschaft zu einer Aufspaltung der politischen Loyalitäten: Während bei Wahlen für das Präsidentenamt seit 1964 ausschließlich Republikaner South Dakota als Sieger verließen, sind zum Kongress häufiger auch Demokraten gewählt worden; so stammt der Führer der Demokraten im Senat bis 2004, Tom Daschle, aus South Dakota. Auch George McGovern, der 1972 mit einer auf Beendigung des Vietnamkriegs gerichteten Wahlkampagne deutlich gegen Richard Nixon verlor, stammte aus diesem Staat.
Mitglieder im 119. Kongress
|  | Name              | Mitglied seit | Parteizugehörigkeit |
|  | ----------------- | ------------- | ------------------- |
|  | Dustin M. Johnson | 2019          | Republikaner        |

|  | Name                         | Mitglied seit | Parteizugehörigkeit |
|  | ---------------------------- | ------------- | ------------------- |
|  | Marion Michael „Mike“ Rounds | 2015          | Republikaner        |
|  | John Randolph Thune          | 2005          | Republikaner        |

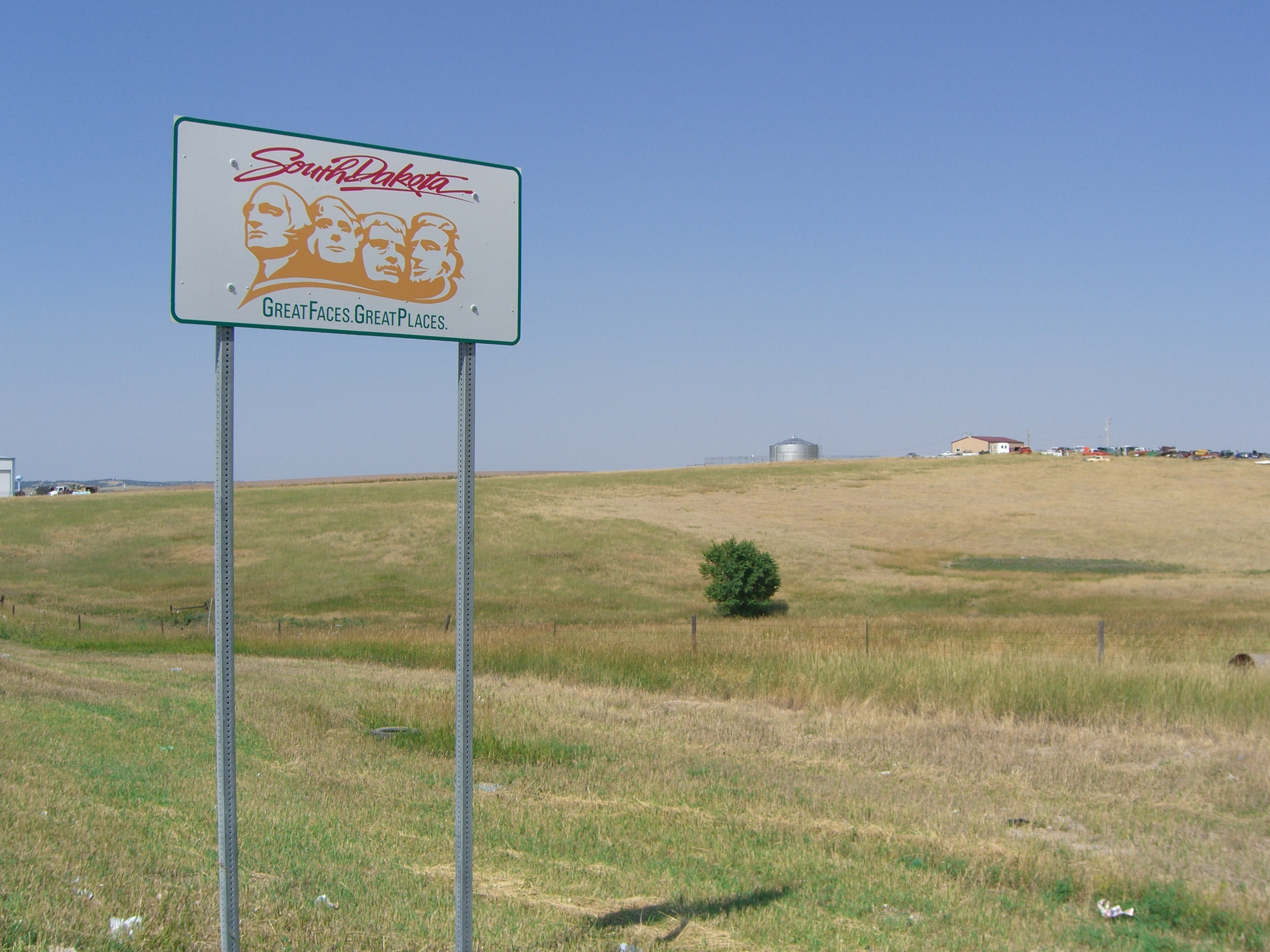
Willkommen in South Dakota

- Liste der Mitglieder des US-Repräsentantenhauses aus South Dakota
- Liste der US-Senatoren aus South Dakota

## Größte Städte
| Ort         |             |  |         | Einwohner |
| Sioux Falls | Sioux Falls |  | 192.517 | 192.517   |
| Rapid City  | Rapid City  |  | 74.703  | 74.703    |
| Aberdeen    | Aberdeen    |  | 28.495  | 28.495    |
| Brookings   | Brookings   |  | 23.377  | 23.377    |
| Watertown   | Watertown   |  | 22.655  | 22.655    |
| Mitchell    | Mitchell    |  | 15.660  | 15.660    |
| Yankton     | Yankton     |  | 15.411  | 15.411    |
| Huron       | Huron       |  | 14.263  | 14.263    |
| Pierre      | Pierre      |  | 14.091  | 14.091    |
| Vermillion  | Vermillion  |  | 11.695  | 11.695    |
| Census 2020 |             |  |         |           |

## Bildung
In Süddakota gibt es sechs Universitäten, die South Dakota State University in Brookings, die University of South Dakota in Vermillion, die Northern State University in Aberdeen, die South Dakota School of Mines and Technology in Rapid City, die Black Hills State University in Spearfish und die Dakota State University in Madison. Es gibt auch mehrere private Universitäten und „technical universities“.

## Kultur und Sehenswürdigkeiten

### Parks
| Nationalpark                                                                               | Lage                                                   | Ansicht |
| ------------------------------------------------------------------------------------------ | ------------------------------------------------------ | ------- |
| Badlands-Nationalpark - South Dakota - 936.030 Besucher (2003) - gegründet 29. Januar 1939 | Badlands-Nationalpark · Karte der Vereinigten Staaten  |         |
| Wind-Cave-Nationalpark - South Dakota - 850.000 Besucher (2003) - gegründet 9. Januar 1903 | Wind-Cave-Nationalpark · Karte der Vereinigten Staaten |         |

### Naturdenkmäler
- Jewel Cave National Monument
- Mount Rushmore National Memorial
- Crazy Horse Memorial
- Black Hills mit den Black Hills Caves
- Historisches Stadtzentrum Deadwood
- State Parks
  - Custer State Park
  - Bear Butte State Park
  - Lake Herman State Park

## Wirtschaft und Infrastruktur
Das reale Bruttoinlandsprodukt pro Kopf (engl. per capita GDP) – der wichtigste Wohlstandsindikator – lag im Jahre 2016 bei USD 55.623 (nationaler Durchschnitt der 50 US-Bundesstaaten: USD 57.118; nationaler Rangplatz: 22). Die Arbeitslosenrate lag im November 2017 bei 3,5 % (Landesdurchschnitt: 4,1 %). South Dakota ist damit deutlich ärmer als das benachbarte North Dakota.
Hauptwirtschaftszweig ist die Landwirtschaft (Getreidebau, Rinderhaltung). Von Bedeutung ist auch der Gold-Bergbau in den Black Hills.